# La metà del cielo
La metà del cielo (La mitad del cielo) è un film del 1986 diretto da Manuel Gutiérrez Aragón.

## Riconoscimenti
- Festival Internazionale del Cinema di San Sebastián
  - Concha de Oro